# Stress technologique
Le stress technologique, ou technostress, ou ergostressie (terme recommandé au Canada par l'OQLF), est le stress induit chez une personne par une utilisation des technologies de l'information et de la communication (TIC) excessive en regard de ses possibilités d'adaptation. Ce stress peut se combiner à d'autres, notamment dans un cadre professionnel.
Par exemple : « Lundi matin. Au bureau. Votre boîte aux lettres affiche 97 nouveaux e-mails. En tête de liste, celui de votre patron, qui vous rappelle une importante conférence Web. Il vous a déjà laissé un message vocal et un SMS. Et maintenant, deux pop-up bombardent votre écran : un rappel du calendrier et un message instantané. La semaine débute à peine que, déjà, le stress électronique vous guette ... » 
Craig Brod, un pionnier dans le domaine écrivait en 1984 que le technostress est « une maladie moderne d'adaptation due à l'incapacité à faire face aux nouvelles technologies informatiques d'une manière saine ».
Selon Janel Gauthier, être sous l’empire du technostress ne relève point d’un fatalisme et ce n’est pas un état irréversible.

## Premiers travaux
Le psychologue clinicien Craig Brod (1984) a introduit le terme technostress au début des années 1980, le définissant comme un trouble psychologique ressenti par les individus lorsqu'ils interagissent avec la technologie,. Le technostress est défini par la suite comme " tout effet négatif sur les attitudes, les pensées, les comportements et la psychologie de l'être humain qui résulte directement ou indirectement de la technologie ". Brod a précisé que le technostress peut se manifester de multiples façons, comme la confusion, la peur, la technophobie ou des symptômes physiologiques, mais que le symptôme principal est l'anxiété. L'état émotionnel négatif du technostress peut ralentir le temps de réponse et interrompre les habitudes de travail normales. Les personnes technostressées ont des attitudes et des sentiments négatifs envers la technologie. Les variables qui influent sur le technostress chez les utilisateurs sont selon Brod l'expérience, l'âge, le contrôle perçu et le climat organisationnel. Weil et Rosen ont déclaré que le technostress est un problème d'adaptation où les individus sont incapables de faire face aux ajustements à la technologie tels que les exigences physiques, sociales et cognitives liées à l'utilisation de la technologie. Dans la littérature, le technostress est aussi au début appelé anxiété informatique, phobie informatique ou encore stress lié à l'utilisation inconfortable de l'ordinateur (Weil et Rosen, 1995).
En France Yves Lasfargue dans les années 1990 forge le mot ergostressie (du grec ἔργον, érgon, le travail physique et de l'anglais stress, la tension) en constatant que les nouvelles technologies (TIC) impactent profondément le monde du travail (évolutions permanentes, télétravail, collision entre la sphère professionnelle et la sphère personnelle). Il en conclue la nécessité de créer de nouvelles unités, au-delà de la simple mesure du temps de travail, pour mesurer aussi bien la charge de travail physique que la charge de travail mentale, le stress et le plaisir.

## Catégories de Modèles théoriques du technostress
Lynn Atanasoff et Melissa Venable considèrent que les modélisations et définitions du technostress peuvent être réparties en trois grandes catégories : celles qui s’appuient sur les théories du stress transactionnel et du stress perçu, celles qui s’appuient sur la biologie et la physiologie, et les modélisations en matière de santé au travail. Ces catégories fournissent un cadre pour discuter de l'impact potentiel du technostress sur le parcours professionnel, les transitions et la prise de décision des individus, ainsi que sur les résultats organisationnels.

### Approches par les théories du stress
Les premiers peuvent par exemple prendre appui sur le modèle job-demande modèle,le modèle  demande-autonomie au travail ou le modèle transactionnel de Lazarus et Folkman.

### Approches bio-physiologiques
Selon les seconds, Lorsque les situations stressantes ne sont pas résolues et que les systèmes de régulation physiologiques sont activés de façon chronique, il en résulte un effet cumulatif d'usure. Les états de tension non résolus vécus de manière répétése entraînent des dommages ou une fatigue qui compromettent la santé. L'utilisation des TIC peut ainsi augmenter la fréquence cardiaque, la pression sanguine et la production d'hormones de stress (par exemple, Riedl et al., 2012 ; Riedl, Kindermann, Auinger et Javor, 2013), ou modifier le système immunitaire, le sommeil et l'activité gastro-intestinale. Il est prouvé que les gens développent des réactions physiologiques de ce type aux TIC avant de percevoir leur situation comme stressante(p. ex., Hjortskov et coll., 2004 ; Riedl, 2013).

### Approches en matière de santé au travail
Le technostress lié aux TIC est aussi abordé et expliqué par les théories des ressources de la santé au travail. Ces modèles prennent en considération de multiples ressources (p. ex. le statut socioéconomique, le soutien environnemental, économique, personnel et social) qui interagissent avec les exigences, ici véhiculées par les TIC. Les ressources de différentes origines peuvent être gagnées ou perdues de fait du techostress, entraînant la personne dans une spirale positive ou négative. Par exemple, des événements négatifs engendrent ou accélèrent d'autres cycles de perte de ressources (Hobfoll, 2001). Le modèle Ressources-Expériences-Demandes (RED) de Salanova fournis ainsi les fondements théoriques qui permettent de modéliser le processus de technostress comme  une spirale négative aboutissant à une détérioration qui dégénère,